# Therese Islas Helgesson
Therese Sara Magdalena Islas Helgesson (ur. 22 lipca 1983 w Sztokholmie), szwedzka piłkarka ręczna, reprezentantka kraju grająca na pozycji rozgrywającej. Wicemistrzyni Europy 2010. Obecnie we francuskim Toulon Saint Cyr Var Handball.

## Sukcesy

### reprezentacyjne
- Mistrzostwa Europy:
  -  2010